# Ruggero Savinio
Ruggero Savinio (Torino, 22 dicembre 1934 – Cetona, 1º gennaio 2025) è stato un pittore e scrittore italiano.
Le sue opere si trovano in prestigiosi musei e raccolte italiane e straniere.

## Biografia
Era figlio di Alberto Savinio (pseudonimo di Andrea Francesco Alberto de Chirico) e dell'attrice Maria Morino, nonché nipote di Giorgio de Chirico.
Trascorse l'infanzia e la prima giovinezza a Roma, frequentando l'ambiente culturale del padre e dello zio, e studiando Lettere all'Università La Sapienza. Poi visse a Parigi, amico di altri aspiranti pittori come Lorenzo Tornabuoni e Gianni Serra, a Milano, in Svizzera, e in Toscana, per tornare quindi a Roma nel 1984.
Nel 1986 ricevette il Premio Peggy Guggenheim. Nel 1995 fu nominato membro dell'Accademia di San Luca, e nel 2007 fu insignito del Premio De Sica dal Presidente della Repubblica Giorgio Napolitano. Nella primavera del 2012 gli venne dedicata una grande rassegna antologica alla Galleria Nazionale d'Arte Moderna di Roma.

## Galleria d'immagini

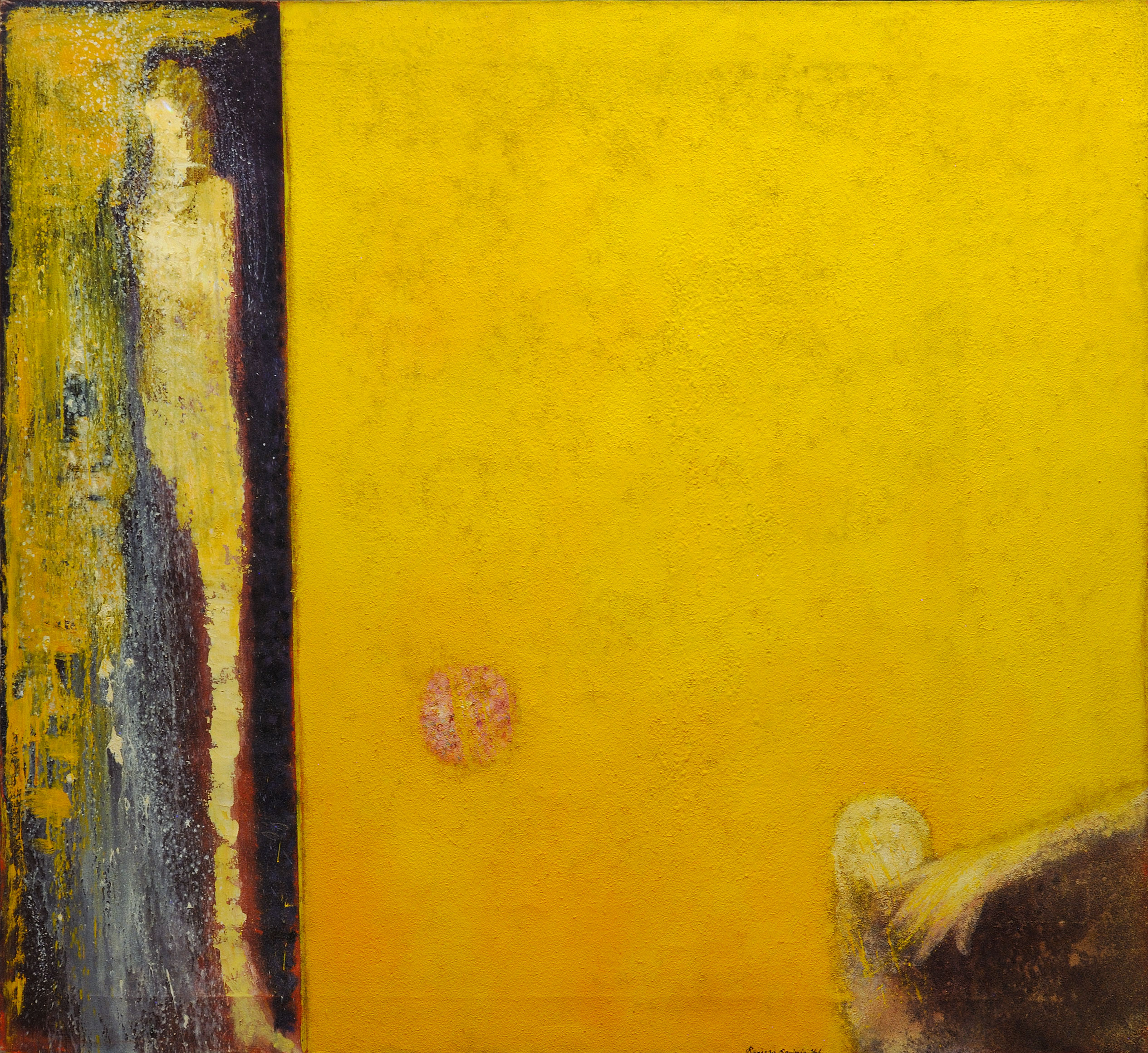
Ruggero Savinio 1967 - La colomba minacciata dall’uomo ombra (olio su tela, 140x151 cm)
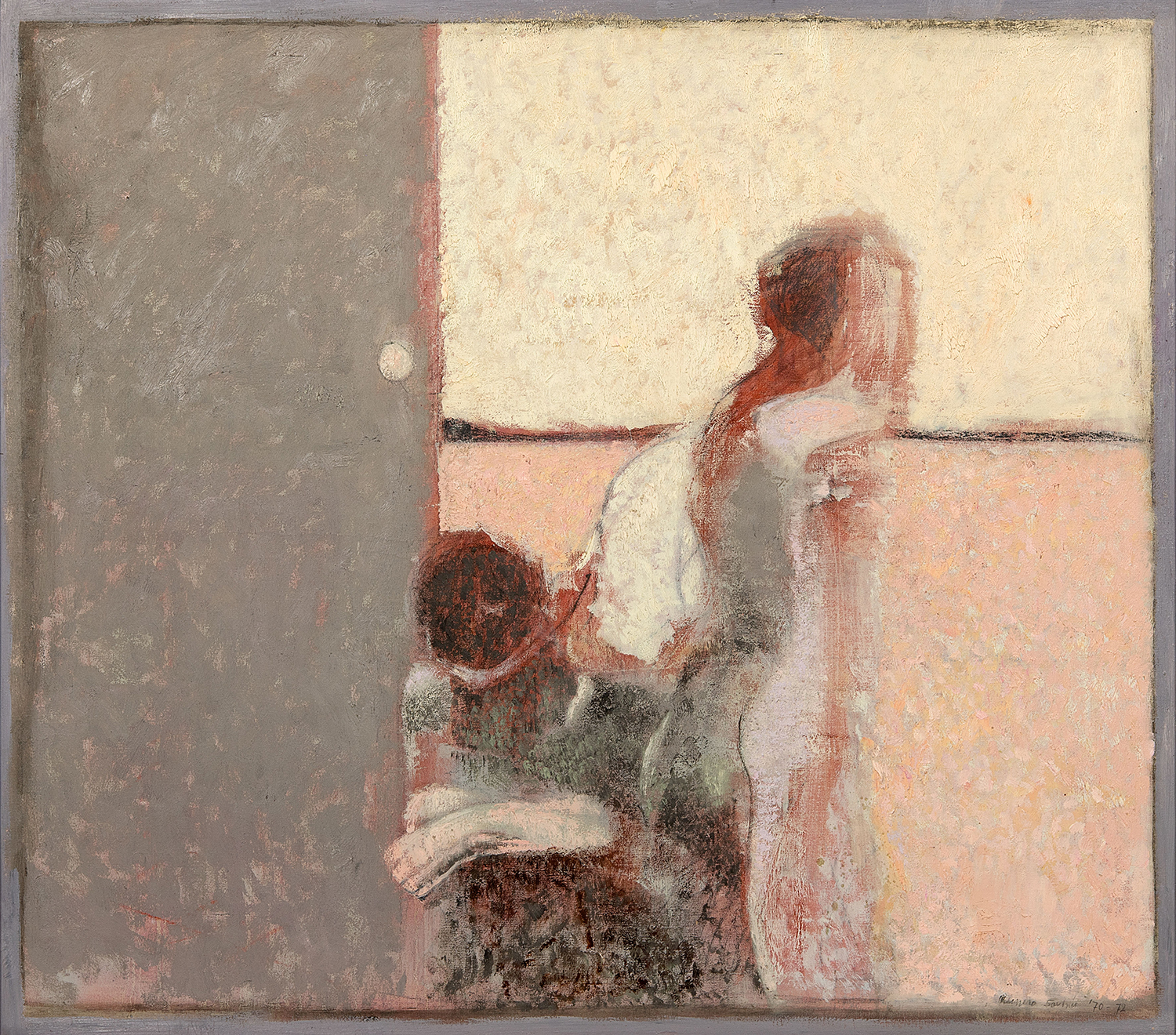
Ruggero Savinio 1970-72 - Senza titolo (olio su tela, 90x100 cm)
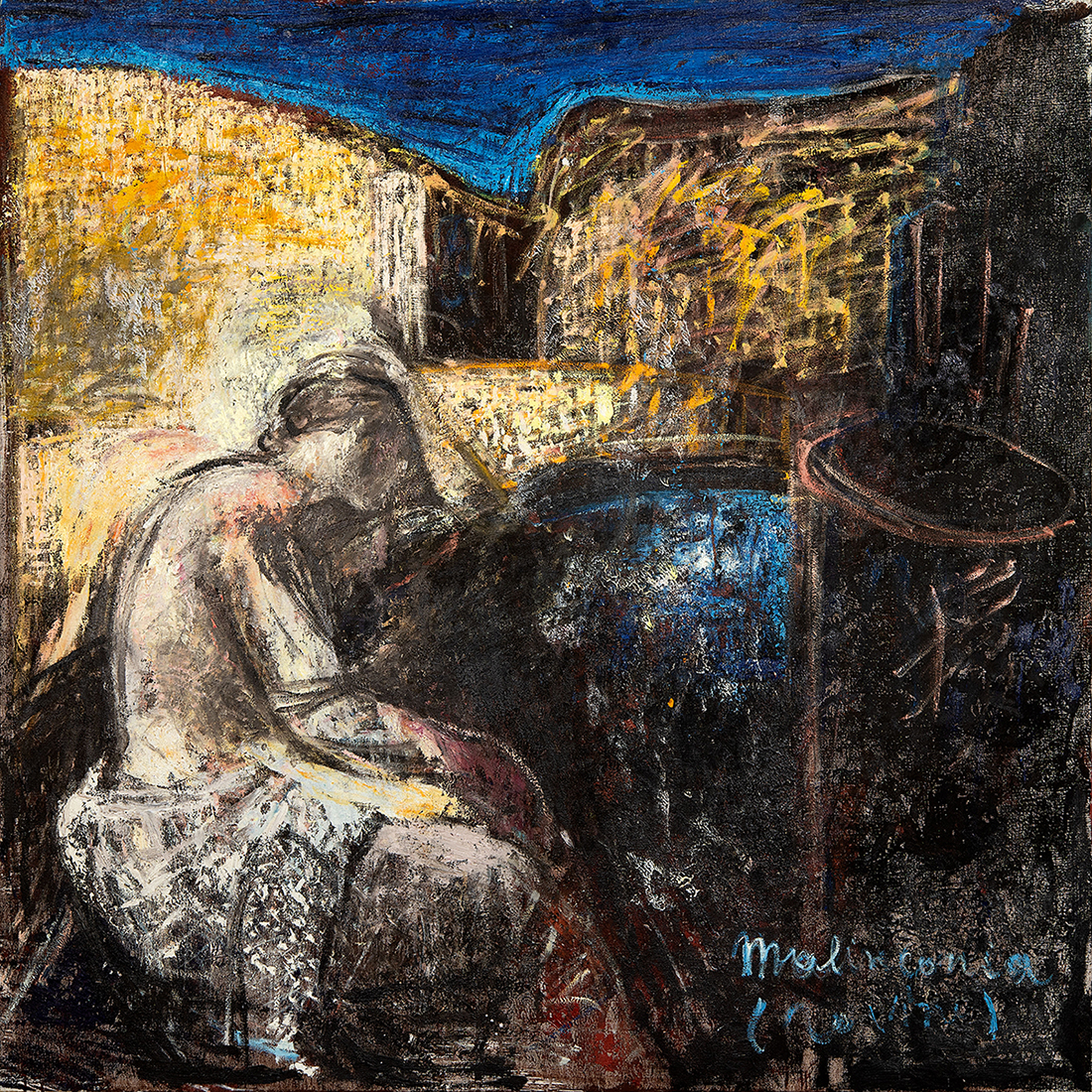
Ruggero Savinio 1987 - Malinconia I (olio su tela, 150x150 cm)
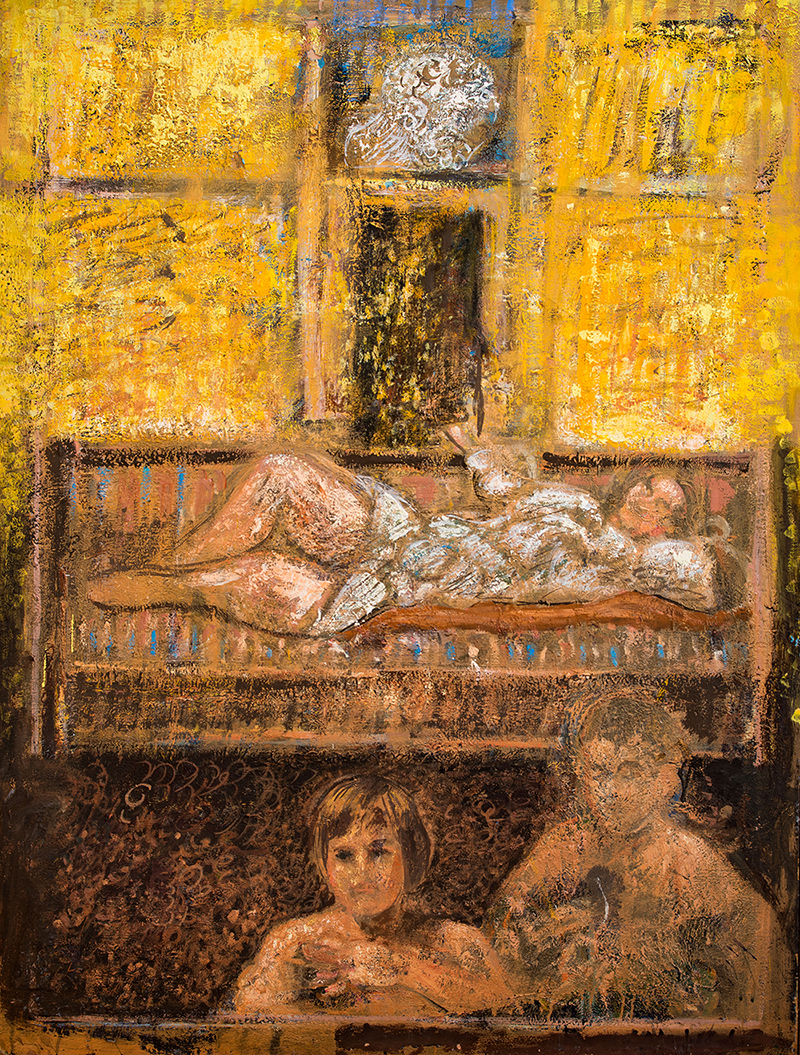
Ruggero Savinio 1996 - Stanze (olio su tela, 131,5x98 cm)